# Klingenberg
För andra betydelser, se Klingenberg (olika betydelser).
Klingenberg är en kommun i Landkreis Sächsische Schweiz-Osterzgebirge i det tyska förbundslandet Sachsen. Kommunen Klingenberg bildades den 31 december 2012 genom en sammanslagning av Höckendorf och Pretzschendorf och deras respektive Ortsteile.
Kommunen ingår i förvaltningsområdet Klingenberg tillsammans med kommunen Hartmannsdorf-Reichenau.

## Administrativ indelning
Klingenberg består av elva Ortsteile.
- Beerwalde
- Borlas
- Colmnitz (med Folge)
- Friedersdorf
- Höckendorf (med Edle Krone)
- Klingenberg
- Obercunnersdorf
- Paulshain
- Pretzschendorf
- Röthenbach
- Ruppendorf